# Karuzela
Karuzela [karuˈzɛla] (deutsch: Karussell) ist ein Lied der polnischen Popsängerin Sylwia Grzeszczak. Der Song wurde am 4. Januar 2012 als dritte Single, in Polen als Airplay aus dem Album Sen o przyszłości veröffentlicht. Geschrieben wurde das Lied von Marcin Piotrowski.
Premiere hatte der Song am 5. Januar 2012 bei dem Radiosender Radio Eska.

## Text
Das Lied handelt davon, dass man sich im Leben immer nahe sein sollte. So heißt es in der ersten Strophe, Ob für zwei verschiedene Planeten, die sich ständig drehen, ein Treffen vorgesehen ist, ob sie ihre Hände reichen, ich möcht daran glauben. In der zweiten Strophe wird gewünscht, dass alles so sein sollte wie früher, jedoch hat das Schicksal schlecht zugeschlagen. Weiter heißt es, dass alles anhalten soll, für ein paar kurze Augenblicke, um uns nochmal kennenzulernen.

„Łączy nas wiele spraw

Jeszcze więcej dzieli

Być blisko siebie i wciąż

Nie tak jak byśmy chcieli

Dziś kręcimy się jak w karuzeli“

## Kritik
Michał Michalak vom Internetportal Interia.pl hat geschrieben, dass Grzeszczak es bei den Pop-Balladen, wie Karuzela, die auf den Klängen des Klaviers basieren, es damit so übertreibt, dass es Grotesk erscheint.

## Musikvideo
Das Musikvideo zu Karuzela wurde am 14. Januar 2011 von Grupa 13 produziert. Am 16. Januar 2012 wurde ein Video auf Youtube hochgeladen, wo man Grzeszczak beim Dreh des Videos sah. Die Uraufführung des Musikvideos fand am 26. Januar 2012 auf Youtube statt.

## Live
Grzeszczak sang Karuzela am 7. Januar 2012 in der Sendung Dzień Dobry TVN des polnischen Fernsehsenders TVN. Am 8. Januar 2012 sang sie das Lied beim Sender TVP1 in der Sendung Kawa czy herbata?. Am 23. Februar 2012 sang Grzeszczak Karuzela beim 5. polnischen VIVA Cometen in der EXPO XXI Halle in Warschau.

## Chartplatzierungen
| ChartsChartplatzierungen | Höchstplatzierung | Wochen |
| ------------------------ | ----------------- | ------ |
| Polen (ZPAV)             | 2 (9 Wo.)         | 9      |

## Veröffentlichungen
| Land     | Format   | Veröffentlichung |
| -------- | -------- | ---------------- |
| Polen    | Airplay  | 5. Januar 2012   |
| Weltweit | Download | 3. Februar 2012  |